# Tempio protestante di Angers
Il tempio protestante di Angers è un luogo di culto riformato del centro storico di Angers, nella regione dei Paesi della Loira, in Francia. Sorto nel XII secolo come cappella del priorato benedettino di Saint-Gilles du Verger, dal 1849 è affidata alla comunità protestante locale, che aderisce alla Chiesa protestante unita di Francia.

## Storia
Nel 1030 il vescovo di Angers Hubert de Vendôme donò all'abbazia benedettina di Marmoutier, situata poco fuori Tours, una roccaforte alle porte di Angers. Un secolo più tardi, nel 1140, il suo successore Ulger completò la donazione con la cessione di un frutteto, grazie al quale il complesso poté essere ampliato; nel terzo quarto del XII secolo era già adibito a priorato di Saint-Gilles du Verger, utilizzato dai monaci dell'abbazia di Marmoutier che frequentavano la scuola episcopale o l'università di Angers, e includeva una cappella dedicata a sant'Eligio.
Nel 1673 il seminario diocesano trovò nuova sede nel Logis Barrault, dirimpetto all'ex priorato che a sua volta nel 1692 fu convertito in seminario minore. Nel 1702 venne ampliato con la costruzione di un edificio alle spalle della cappella; tre anni dopo i due istituti vennero collegati da un passaggio sospeso ad arco sopra l'attuale rue du Musée. Alla metà dello stesso secolo, al di sopra del luogo di culto, per volere del vescovo Jean de Vaugirault, venne edificata una sala studio, successivamente adibita a biblioteca.
Durante la Rivoluzione francese la cappella venne sconsacrata e, insieme al complesso, adibita a diversi scopi civili: dapprima prigione, poi caserma di polizia e dei vigili del fuoco e, infine, sede della scuola delle belle arti di Angers. Nel 1849 la chiesa venne affidata alla comunità protestante che vi celebrò il culto per la prima volta il 20 ottobre 1850, presieduto da Adolphe Monod. Nel 1877 venne edificato su progetto di Charles Demoget l'avancorpo in stile neoromanico. Nel 1971 il tempio è stato oggetto di un importante intervento di restauro, nell'ambito del quale è stato ripristinato l'originario piano di calpestio interno (1,80 metri al di sotto del livello stradale).
Il tempio protestante è monumento storico di Francia dal 22 ottobre 1969.

## Descrizione

### Architettura

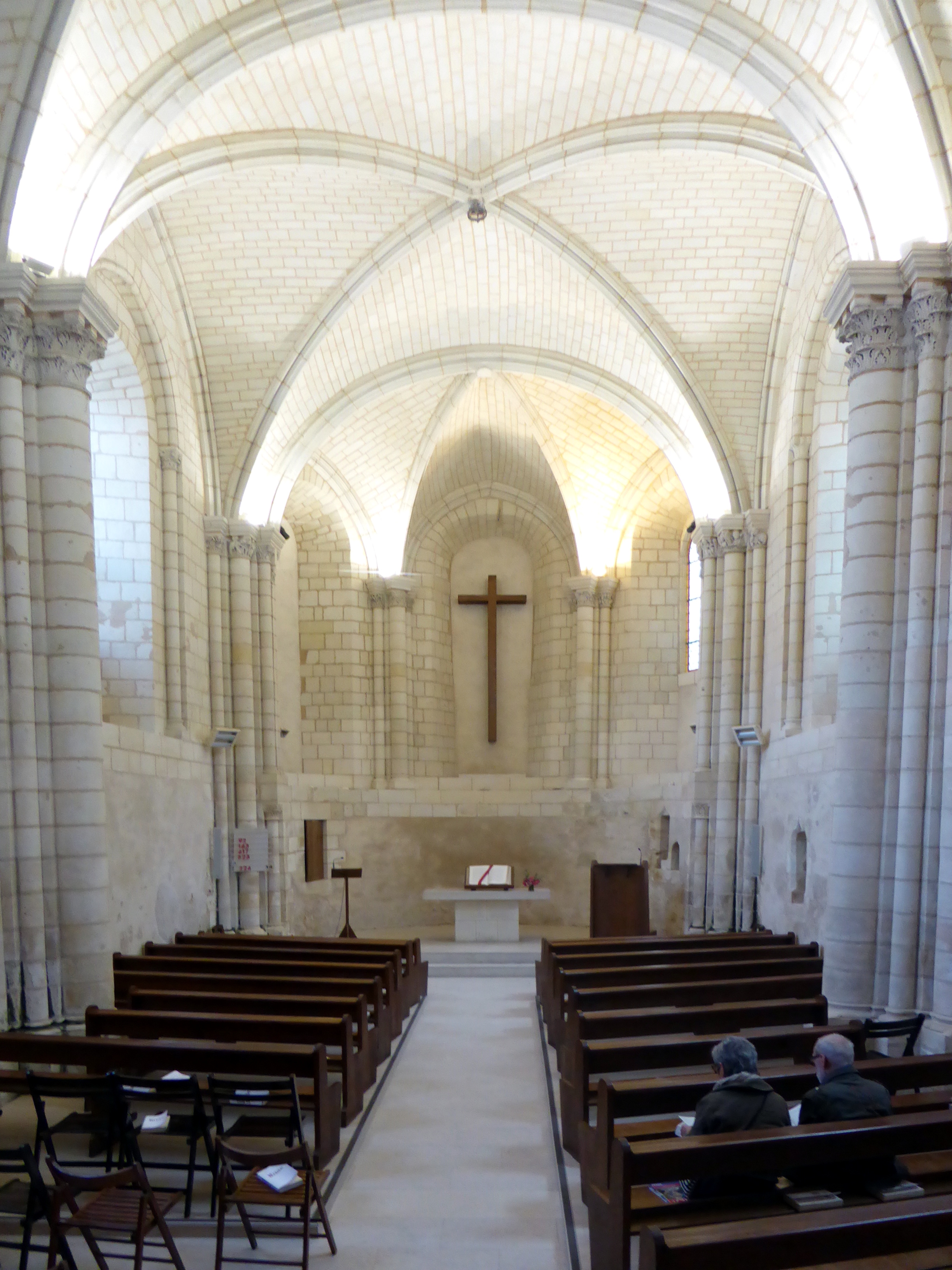
Interno

Esternamente il tempio è privo di una facciata vera e propria, essendo posto parallelamente a rue du Musée; lungo la fiancata destra, al pianterreno, è visibile la muratura medioevale originaria, con i due contrafforti poco pronunciati costruiti per rafforzare la struttura in seguito all'edificazione, al piano superiore, della sala studio settecentesca del seminario minore, che si apre verso l'esterno con grandi finestroni rettangolari. L'accesso avviene attraverso l'avancorpo neoromanico, nella cui parete di destra si apre il portale. Quest'ultimo è strombato, con colonnine di sostegno dell'archivolto, con i capitelli scolpiti, ed è sormontato da una lunetta a tutto sesto contenente un bassorilievo raffigurante la Bibbia aperta incorniciata da volute vegetali. Il prospetto presenta una terminazione a doppio spiovente con alla sommità una croce e ai lati due chimere, al centro della quale si apre una monofora affiancata da due colonnine.
Internamente, il tempio presenta pressoché inalterate le sue forme originarie di edificio in stile gotico angioino, caratterizzato dal passaggio dall'architettura romanica a quella gotica. L'aula è costituita da un'unica navata di due campate, con volte a crociera costolonate, riedificate tra il XV e il XVI secolo; lungo le pareti si aprono grandi monofore ad arco. Il soffitto è sorretto da pilastri e semicolonne, che presentano una forte angolazione verso l'esterno alla sommità a causa della costruzione della sala studio settecentesca. La navata termina con l'abside semicircolare, originariamente illuminata da tre monofore delle quali rimane in funzione solo quella di destra; al centro del presbiterio vi è l'altare marmoreo, mentre sulla destra trova luogo il pulpito ligneo. L'avancorpo ospita una cantoria lignea ed è coperto con una volta a botte del medesimo materiale.

### Capitelli
I capitelli dei pilastri e delle semicolonne che sorreggono la volta presentano dei capitelli romanici riccamente decorati a rilievo con vegetazione, figure umane o altri motivi ornamentali; risalgono tutti al XII secolo. Quelli della navata rappresentano, su uno o più registri, foglie di acanto, ghiande, pigne ed altri elementi vegetali, con forti analogie con quelli della chiesa di Notre-Dame a Cunault.
I capitelli dell'area absidale, invece, sono più elaborati: in quelli alla base dell'arco absidale sono raffigurati a destra una scena di lotta con un soldato che tiene in mano una pietra, a sinistra due figure affrontate in ginocchio, con al centro un cesto. Il capitello alla sinistra della monofora centrale dell'abside reca l'immagine di Sant'Eligio, con un paio di pinze (attributo del santo, patrono degli orefici), mentre quello alla destra presenta Sant'Egidio e, probabilmente, il priorato di Saint-Gilles du Verger.